# مبادا کسی از رنج من خبردار شود
«مبادا کسی از رنج من خبردار شود» (به اسپانیایی: Que nadie sepa mi sufrir) ترانه‌ای است که در سال ۱۹۳۶ توسط آنخل کابرال (آهنگ‌ساز) و انریکه دیزئو (ترانه‌سرا) ساحته و اولین بار توسط هوگو دل کاریل اجرا شده‌است. این قطعه پس از کاریل توسط چندین خوانندهٔ اسپانیایی‌زبان همچون آلبرتو کاستیلو، خولیو خارامیو و ماریا دولورس پرادرا هم ضبط شده‌است.
درسال ۱۹۵۷ ادیت پیاف این قطعه را با اشعار فرانسوی و با نام «شلوغ» (به فرانسوی: La Foule) بازخوانی کرد که به یکی از معروف‌ترین کاورهای آن تبدیل شد.

## نسخهٔ هوگو دل کاریل
آنخل کابرال آرژانتینی در سال ۱۹۳۶ موسیقی «مبادا کسی از رنج من خبردار شود» را ساخت. کابرال در آن زمان یک جوان بیست و چند ساله و نوازنده‌ای با سابقه بود که پیش از آن هیچ‌یک از آثارش محبوبیت به‌خصوصی نداشتند. شعر «مبادا کسی از رنج من خبردار شود» را انریکه دیزئو نوشت که از زبان یک عاشق طرد شده روایت می‌شود. او غمگین و در عین حال خجالت‌زده‌است و نگران این موضوع است که دیگران از شکست عشقی‌اش مطلع شوند.
آنها به من خواهند خندید / مبادا کسی از رنج من با خبر شود
اولین خواننده‌ای که «مبادا کسی از رنج من خبردار شود» را خواند هوگو دل کاریل بود که همانند آهنگ‌ساز و ترانه‌نویس، اهل آرژانتین بود. در نسخهٔ دل کاریل که در قالب والس پرویی اجرا شده، طبل‌ها و سنج‌ها در خط مقدم تنظیم و در برابر آواز دل کاریل قرار دارند. نسخهٔ دل کاریل که در سال ۱۹۳۶ ضبط شد تاحدی محبوب شد اما نه به اندازه‌ای که او را در سطح کارلوس گاردل و دیگر چهره‌های موسیقی تانگو مطرح کند. طی دو دههٔ بعدی خوانندگان دیگری «مبادا کسی از رنج من خبردار شود» را بازخوانی کردند. مهم‌ترین آن‌ها نسخهٔ آلبرتو کاستیلو بود که در تنظیمش از پیانو و آکاردئون بایان استفاده شده بود. ظاهراً همین نسخه بود که ادیت پیاف طی سفرش در سال ۱۹۵۳ به بوئنوس آیرس آن را شنید و تصمیم به بازخوانی‌اش گرفت.

## نسخهٔ ادیت پیاف
اشعار نسخهٔ فرانسوی که میشل ریوگوش آن را سروده کاملاً متفاوت از نسخه اسپانیایی است. احساسات سادهٔ نسخهٔ اسپانیایی‌زبان جای خود را به داستان مفصل‌تری از دو عاشق محکوم به فنا داده که در پایانی پرشور، توسط یک نیروی مداخله‌گر شیطانی و جمعیتی غیرقابل کنترل از هم جدا می‌شوند. با این حال ترانه، لحن مالیخولیایی نسخهٔ اسپانیایی را حفظ کرده‌است.
پیاف در این نسخه حکایت زنی را روایت می‌کند که بر اثر ازدحام جمعیت تصادفاً با مردی برخورد می‌کند و در یک نگاه عاشقش می‌شود. سپس جمعیت با همان سرعت آنها را از هم جدا می‌کند تا هرگز یکدیگر را نبینند. راوی در ابتدا برای این‌که جمعیت مرد را به او بخشیده تشکر می‌کند ولی خیلی زود فریاد ناامیدی سر می‌دهد و از جمعیتی که عشقش را پس گرفتند ابراز تنفر می‌کند. در این‌جا «جمعیت» به عنوان نوعی نیروی قادر مطلق همچون سرنوشت ظاهر می‌شود که با انسان‌هایی که نمی‌توانند علیه او کاری انجام دهند بازی می‌کند.